# Famous
Famous — песня американского хип-хоп артиста Канье Уэста, вышедшая в качестве первого сингла с седьмого студийного альбома The Life of Pablo. Песня исполнена совместно с Рианной и Swizz Beatz.
Среди авторов песни: Уэст, Кайдел Янг, Кежуан Мучита, Ноа Голдстин, Эндрю Доусон, Майк Дин, Чанселор Беннетт, Кассим Дин, Джимми Уэбб, Уинстон Райли, Луис Бакалов, Энцо Вита, Серджо Бардотти, Джампьеро Скаламонья.
Релиз формально состоялся на радиостанциях 1 апреля 2016 года.

## История
Песня содержит отсылку к известному инциденту, произошедшему на церемонии MTV VMA 2009, когда Уэст прервал речь Тейлор Свифт во время награждения, за что позднее подвергся осуждению. Лирика песни получила широкую оценку и критику музыкальных обозревателей: Rolling Stone, Pitchfork, Entertainment Weekly, Billboard, Telegraph.
Песня получила несколько номинаций на музыкальные награды, включая Лучшее рэп-/песенное совместное исполнение и Лучшая песня в стиле рэп (Best Rap Song) на 59-й церемонии «Грэмми».

## Музыкальное видео
Провокационное содержание музыкального клипа (премьера прошла 24 июня 2016 года) основано на сюжете картины американского художника Винсента Дезидерио «Сон» (Sleep, 2003—2008) и содержит вуайеристский взгляд на последствия оргии. Среди её участников много известных лиц в обнажённом виде спящих на большой общей кровати, изображённых в виде цифровых копий: Дональд Трамп, Тейлор Свифт, Рианна, Крис Браун, Ким Кардашян, Эмбер Роуз, Анна Винтур, Билл Косби, Кейтлин Дженнер, Джордж Буш-младший и другие.
Видео было номинировано на несколько музыкальных премий, включая Лучшее мужское видео и Лучшее видео года на церемонии MTV Video Music Awards 2016 года, а также Best Hip-Hop Video на церемонии MTV Video Music Awards Japan.

## Позиции в чартах
| Чарт (2016)                           | Высшая позиция |
| ------------------------------------- | -------------- |
| Австралия (ARIA)                      | 43             |
| Канада (Billboard Canadian Hot 100)   | 31             |
| Дания (Tracklisten)                   | 21             |
| Финляндия (Radiosoittolista Airplay)  | 93             |
| Франция (SNEP)                        | 128            |
| Ирландия (IRMA)                       | 28             |
| Италия (FIMI)                         | 59             |
| Нидерланды (Single Top 100)           | 55             |
| Новая Зеландия (Recorded Music NZ)    | 28             |
| Норвегия (VG-lista)                   | 17             |
| Шотландия (OCC Scotland)              | 54             |
| Швеция (Sverigetopplistan)            | 23             |
| Швейцария (Schweizer Hitparade)       | 45             |
| Великобритания (OCC UK Singles)       | 33             |
| США (Billboard Hot 100)               | 34             |
| США (Billboard Hot R&B/Hip-Hop Songs) | 13             |
| США (Hot Rap Songs, Billboard)        | 8              |
| США (Billboard Rhythmic)              | 24             |

## Сертификации
| Регион | Сертификация  | Продажи   |
| --- | ------------- | --------- |
| Австралия (ARIA) | Золотой       | 35 000    |
| Канада (Music Canada) | Платиновый    | 80 000    |
| Италия (FIMI) | Золотой       | 25 000    |
| Великобритания (BPI) | Золотой       | 400 000   |
| США (RIAA) | 2× Платиновый | 2 000 000 |
| ^ Данные о тиражах приведены только на основе сертификации. · Данные о продажах + прослушиваниях приведены только на основе сертификации. |               |           |